# Celosterna variegata
Celosterna variegata är en skalbaggsart som beskrevs av Aurivillius 1911. Celosterna variegata ingår i släktet Celosterna och familjen långhorningar. Inga underarter finns listade.